# Dave Dee, Dozy, Beaky, Mick & Tich
Dave Dee, Dozy, Beaky, Mick & Tich (zkráceně DDDBMT) byla anglická hudební skupina, úspěšná v šedesátých letech, která kombinovala melodický pop rock se sebeironickou show i se zvukem netradičních nástrojů (buzuki, mandolína, balalajka).
Skupina vznikla v roce 1961 ve Wiltshiru pod názvem Dave Dee & The Bostons. Tvořili ji David John Harman (Dave Dee, hlavní zpěvák), Trevor Leonard Ward-Davies (Dozy, baskytara), John Dymond (Beaky, kytara), Michael Wilson (Mick, bicí) a Ian Amey (Tich, kytara). V roce 1964 přijali nové jméno a pořídili první profesionální nahrávky. Největším hitem byla píseň „Legend of Xanadu“ se zvukem svištícího biče a citací hudby z filmu Sedm statečných, která byla v březnu 1968 nejprodávanějším singlem ve Velké Británii.
V září 1969 skupinu opustil Dave Dee, který se vydal na dráhu herce a hudebního manažera. Skupina vystupovala bez něj jako DBMT do roku 1972, kdy ukončila činnost, i když sporadicky se dávala dohromady a vyrážela na koncertní turné. Dave Dee zemřel v roce 2009, Dozy v roce 2015.

## Diskografie
- 1966 — Dave Dee, Dozy, Beaky, Mick & Tich
- 1966 — If Music Be the Food of Love
- 1967 — Golden Hits of Dave Dee, Dozy, Beaky, Mick & Tich
- 1967 — What's in a Name
- 1968 — If No One Sang, Time to Take Off
- 1969 — Together